# Ricky (futebolista)
Richard Daddy Owubokiri, mais conhecido como Ricky (Port Harcourt, 16 de julho de 1961) é um ex-futebolista nigeriano que atuava como atacante. Ídolo do Vitória e do Boavista, jogou em diversos clubes de seis países diferentes.
Ricky é ídolo do Vitória tendo feito parte do clube nos anos 80. Foi artilheiro do Campeonato Baiano por dois anos consecutivos, em 1984 e em 1985

## Carreira
Começou a jogar futebol no Sharks, de seu país natal, se transferindo para o também nigeriano ACB Lagos, em 1981. Por esses dois clubes, foi duas vezes artilheiro do Campeonato Nigeriano. Em 1983, foi descoberto pelo America-RJ, que o trouxe para o Brasil. Na temporada em que jogou pelo time carioca, se destacou e chamou a atenção do Vitória, que passava por uma crise, e o contratou para fazê-lo goleador do rubro-negro baiano.
Ricky estreou pelo Vitória logo num clássico Ba-Vi, no dia 15 de julho de 1984, um dia antes de seu aniversário, e marcou o único gol do Leão no empate em 1 a 1. Daquela jogo à idolatria da torcida foram precisos apenas alguns meses. O time acabou por perder o certame estaudal naquele ano, mas o nigeriano sagrou-se artilheiro, com 15 gols, três deles em Ba-Vi's. Em 1985, o sucesso foi avassalador, com Ricky chegando às redes 23 vezes, sagrando-se bi-artilheiro do Baianão consecutivamente e levando o Vitória ao título. No ano seguinte, os gols continuaram a sair e o clube não mais conseguiu segurar o atacante.
Com o sucesso na Bahia, foi contratado pelo francês Laval, e em seguida jogou pelo Metz. 
Passou pelo Benfica em Benfica, em 1988 onde realizou seis jogos e apontou seis golos, todos no mesmo encontro, um triunfo por 14-1 sobre o Atlético Riachense, na Luz, para a Taça de Portugal. 
Jogou no Estrela Amadora, de 1989 a 1991 , onde venceu uma Taça de Portugal e conheceu José Mourinho, então preparador físico da equipa técnica de Manuel Fernandes.
Esteve no Boavista, onde foi vice-artilheiro da Europa e ajudou a equipe lusa a terminar o Campeonato Português de 1991-92 em terceiro colocado, certame em que também foi o artilheiro.
Em 1994, retornou ao clube onde havia sido ídolo dez anos antes, o Vitória, e jogou apenas nove partidas, marcando dois gols. Defendeu ainda Belenenses, Al-Arabi, onde foi artilheiro do Campeonato Qatariano e Al-Hilal, antes de encerrar a carreira.

### Seleção Nigeriana
Chegou a ser convocado para o Campeonato Africano das Nações de 1982, mas quase sempre foi reserva. Fez vinte e três partidas e marcou apenas um gol pela Seleção de seu país.

## Artilharia
Sharks
- Campeonato Nigeriano: 1980

ACB Lagos
- Campeonato Nigeriano: 1981

Vitória
- Campeonato Baiano: 1984 e 1985

Boavista
- Taça de Portugal: 1991-92
- Vice-artilheiro da Europa: 1992

Al-Arabi
- Campeonato Qatariano: 1995
- Artilheiro da Ásia: 1995